# ი
In (ინ), este cea de-a noua literă a alfabetului georgian.

## Transliterație
| Literă | Nume | Național | ISO 9984 | Laz | IPA |
| ------ | ---- | -------- | -------- | --- | --- |
| ი      | in   | I i      | I i      | I i | /i/ |

## Forme
| asomtavruli | nuskhuri | mkhedruli |
| ----------- | -------- | --------- |
|             |          |           |

## Reprezentare în Unicode
- Asomtavruli Ⴈ : U+10A8
- Mkhedruli și Nuskhuri ი : U+10D8